# ويندي رينيه
ويندي رينيه (بالإنجليزية: Wendy Rene)‏ هي مغنية أمريكية، ولدت في 1947 في ممفيس في الولايات المتحدة، وتوفيت في 16 ديسمبر 2014 بسبب سكتة.

## وصلات خارجية
- ويندي رينيه على موقع ميوزك برينز (الإنجليزية)
- ويندي رينيه على موقع أول ميوزيك (الإنجليزية)
- ويندي رينيه على موقع ديسكوغز (الإنجليزية)